# 官坟墓碑
官坟墓碑，位于中国青海省湟中县什张家乡群塔尔村，为青海省市县级文物保护单位，公布日期为1987年2月27日，类型为石窟寺及石刻。
官坟墓碑的历史年代为清。